# Neauphlette
Neauphlette ist eine französische Gemeinde mit 872 Einwohnern (Stand 1. Januar 2022) im Département Yvelines in der Region Île-de-France. Sie gehört zum Arrondissement Mantes-la-Jolie und zum Kanton Bonnières-sur-Seine. Die Einwohner werden Neauphlettois genannt.

## Geographie
Neauphlette befindet sich etwa 16 Kilometer südwestlich von Mantes-la-Jolie und umfasst eine Fläche von 972 Hektar. Nachbargemeinden sind Bréval im Norden, Boissy-Mauvoisin im Nordosten, Ménerville im Osten, Longnes im Südosten, Gilles im Süden und Guainville im Westen.

## Bevölkerungsentwicklung
| Jahr      | 1962 | 1968 | 1975 | 1982 | 1990 | 1999 | 2006 | 2012 |
| Einwohner | 142  | 136  | 235  | 445  | 594  | 806  | 915  | 877  |

## Sehenswürdigkeiten
- Kirche Saint-Martin aus dem 13. Jahrhundert
- Menhir aus der Jungsteinzeit (im Volksmund Pierre-Grise dt.:grauer Stein genannt)

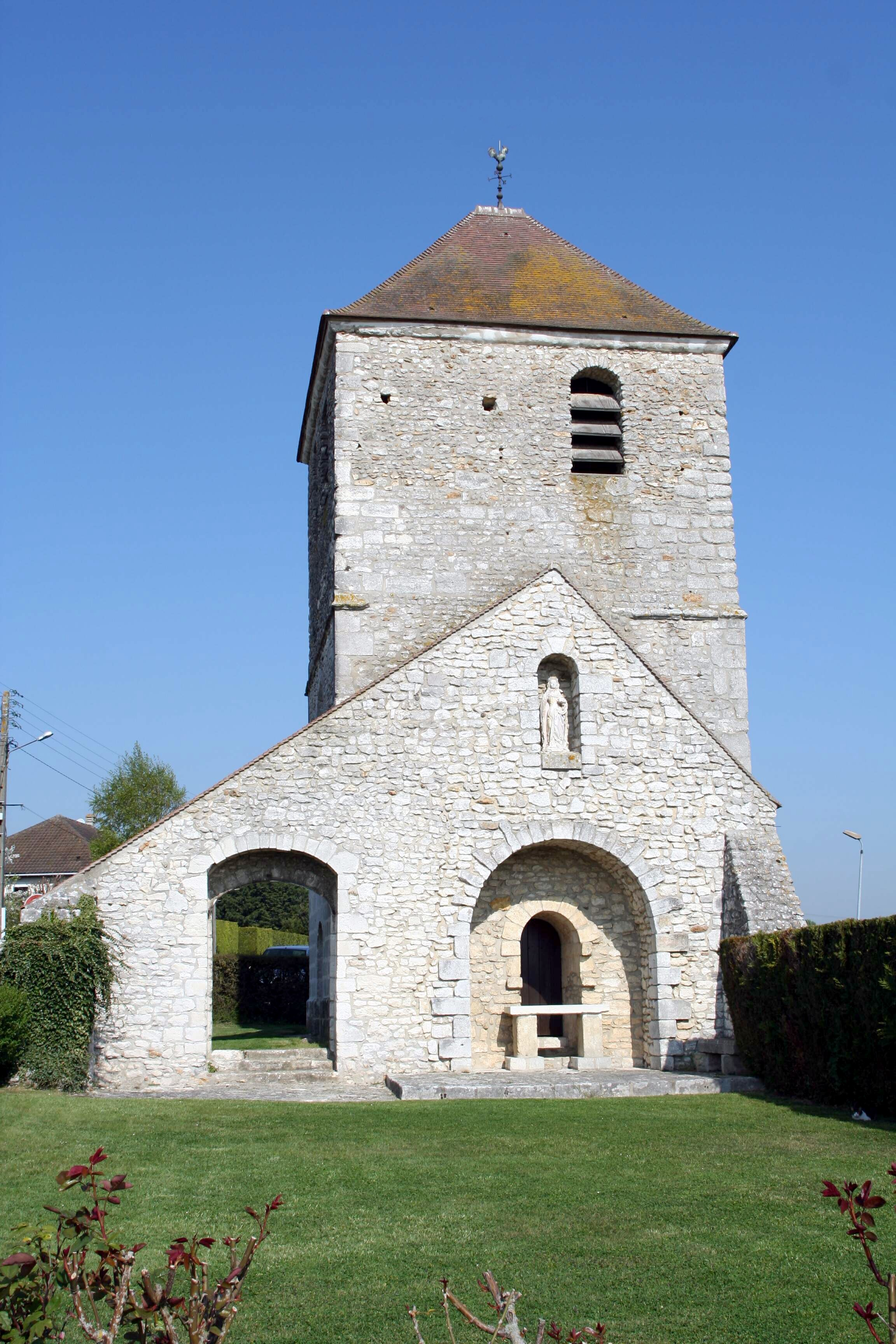
Kirche St-Martin
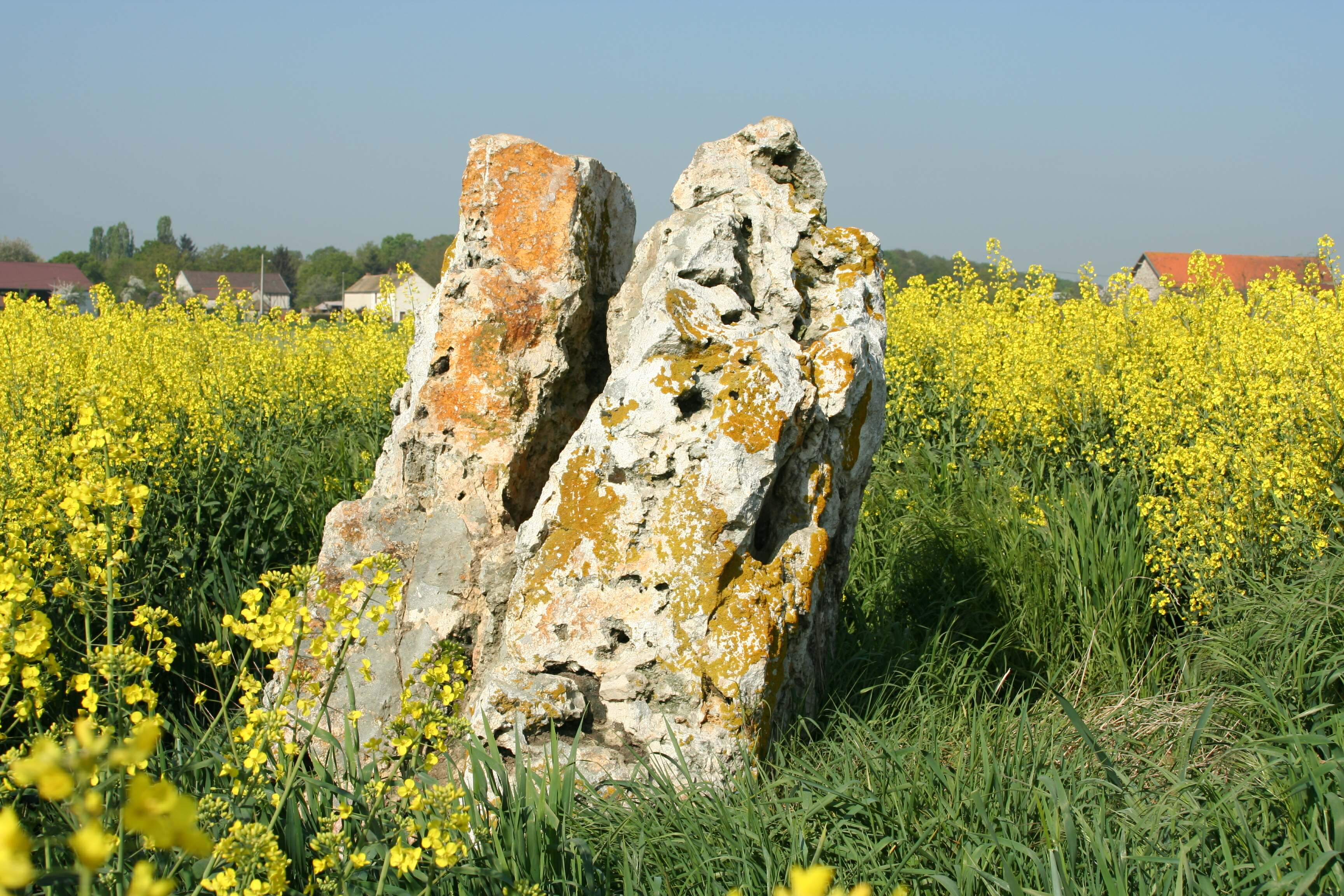
Menhir